# Currywurst
El Currywurst es una salchicha alemana cocida (Brühwurst) o asada a la parrilla (Bratwurst). La mayoría de las veces se sirve cortada en rebanadas y va acompañada de salsa kétchup o salsa de tomate y curry en polvo. El acompañamiento de esta salchicha suelen ser unos panecillos típicos alemanes (Brötchen) o unas simples patatas fritas. Se trata de una salchicha muy popular, pudiendo encontrarse en casi toda Alemania. Es muy habitual en los puestos callejeros (Imbiss), en los mercados y las ferias. En este tipo de establecimientos, se sirve todo en bandejas de cartón blanco con un tenedor para currywurst, muy adecuado para ir comiendo por la calle. En estos puestos, se encuentran los depósitos con salsa de tomate o kétchup para que cada comensal pueda añadir él mismo la cantidad que desee.
La popularidad de este plato se puede notar en ciertos actos de las campañas electorales: casi todos los políticos alemanes aparecen en los medios comiendo un Currywurst en la calle. Esta palabra aparece en casi todas las guías turísticas como palabra básica de supervivencia en el caso de tener hambre y desear comer alguna cosa. 

## Historia

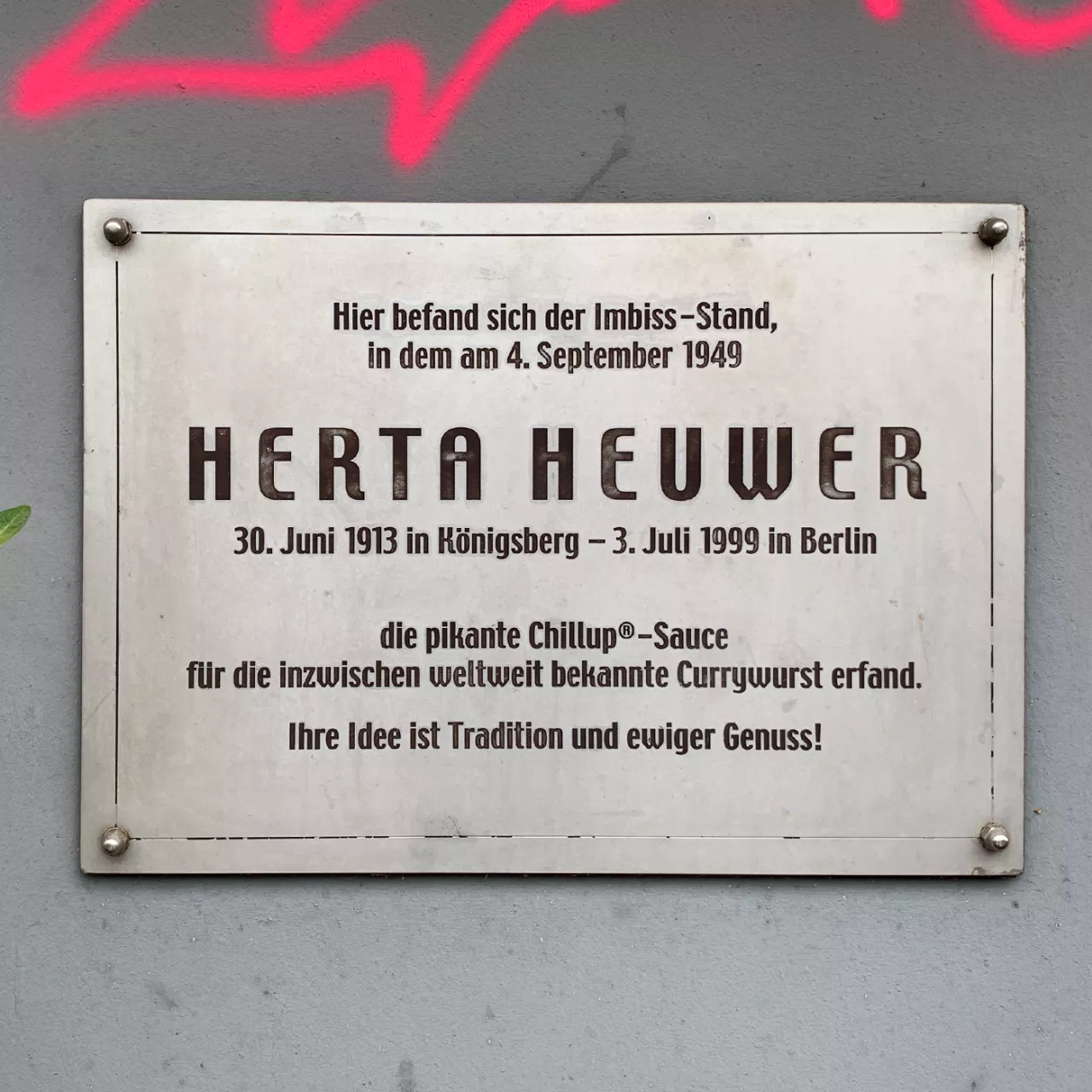
Placa conmemorativa de Herta Heuwer.

La invención de esta receta se debe a Herta Heuwer, que el 4 de septiembre de 1949 (fecha actualmente en disputa) en su puesto callejero de la esquina de Kaiser-Friedrich-Straße en el barrio de Charlottenburg de Berlín estaba friendo salchichas con una salsa de tomate, polvo de curry y salsa Worcestershire, así como otros condimentos. En 1959, esta cocinera registró como marca su salsa y la denominó Chillup.

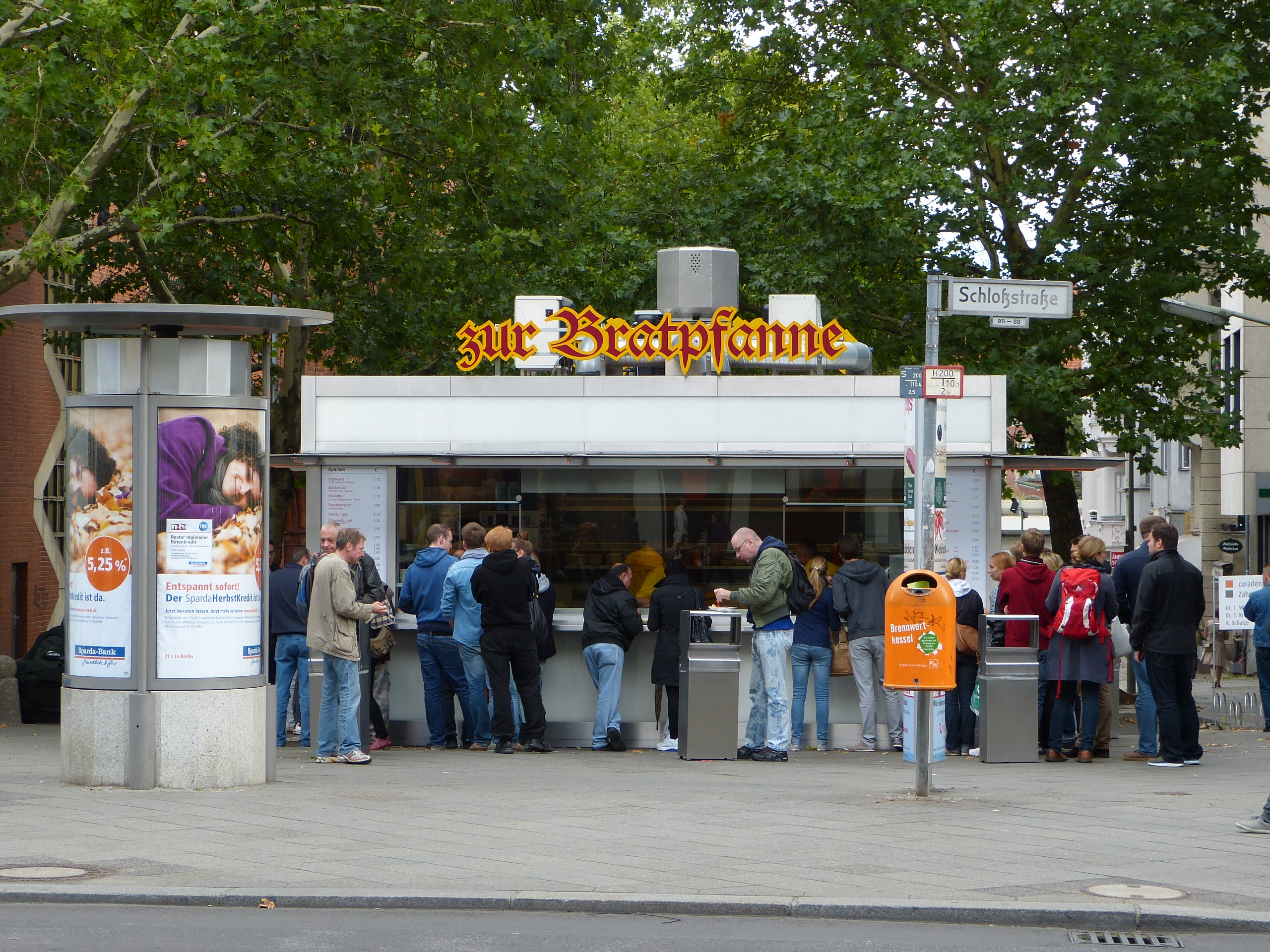
Puesto de venta callejera en Berlín.

El Imbiss de la señora Heuwer se convirtió en una tienda o establecimiento en las cercanías de la Estación de autobuses y de la zona que se denomina Rotlichtviertel (zona donde se encuentran burdeles y clubes nocturnos). Dicho local estaba abierto las 24 horas y en sus mejores momentos llegó a tener hasta 20 empleados. La cadena rival Kraft Foods no consiguió comprar la receta a la señora Heuwer, ya que siempre rechazó cualquiera de sus ofertas. Desde 2003 se puede encontrar una placa conmemorativa (similar a un cenotafio) en honor a Herta Heuwers como descubridora de la Currywurst.

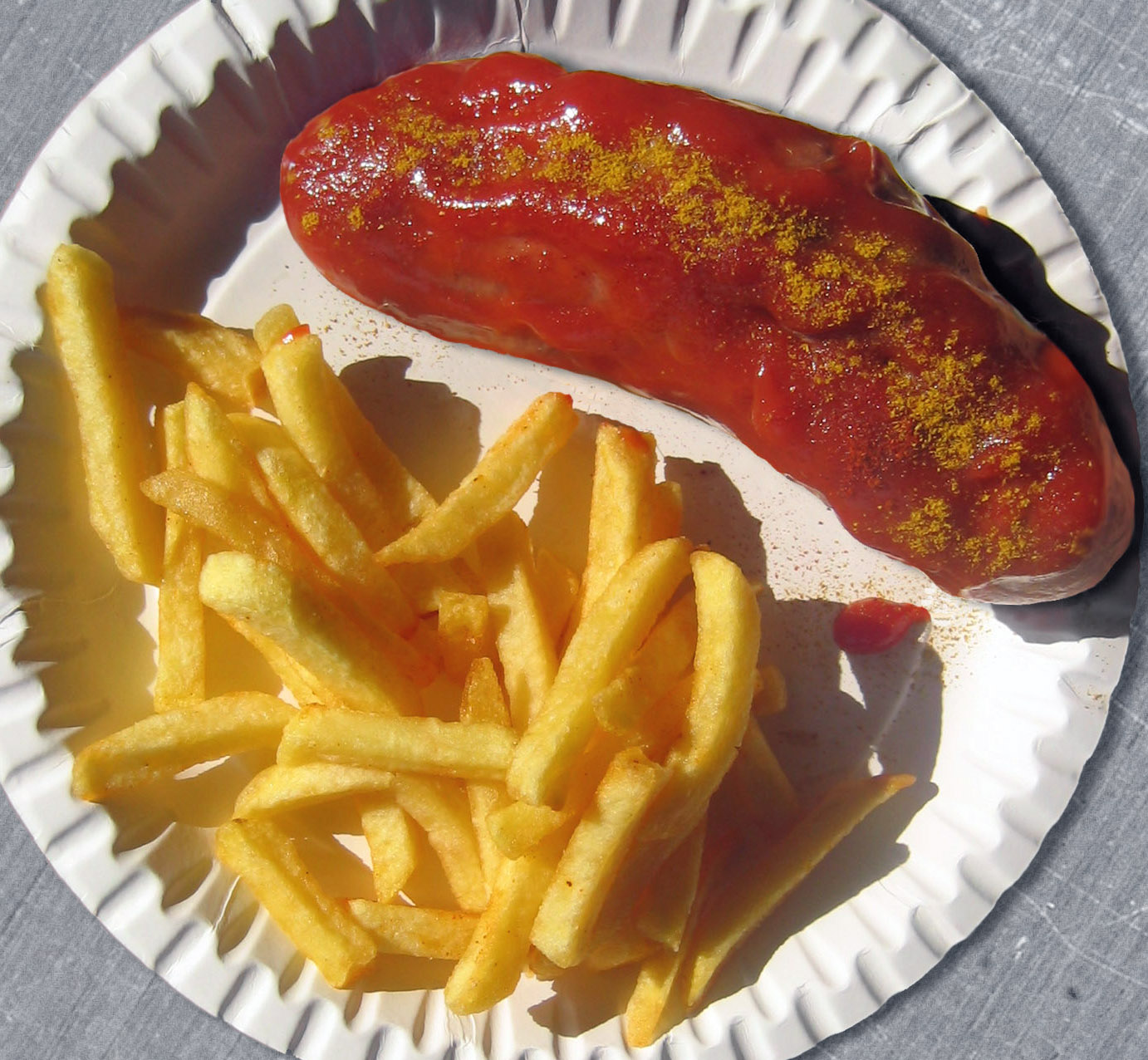
Currywurst con patatas fritas.

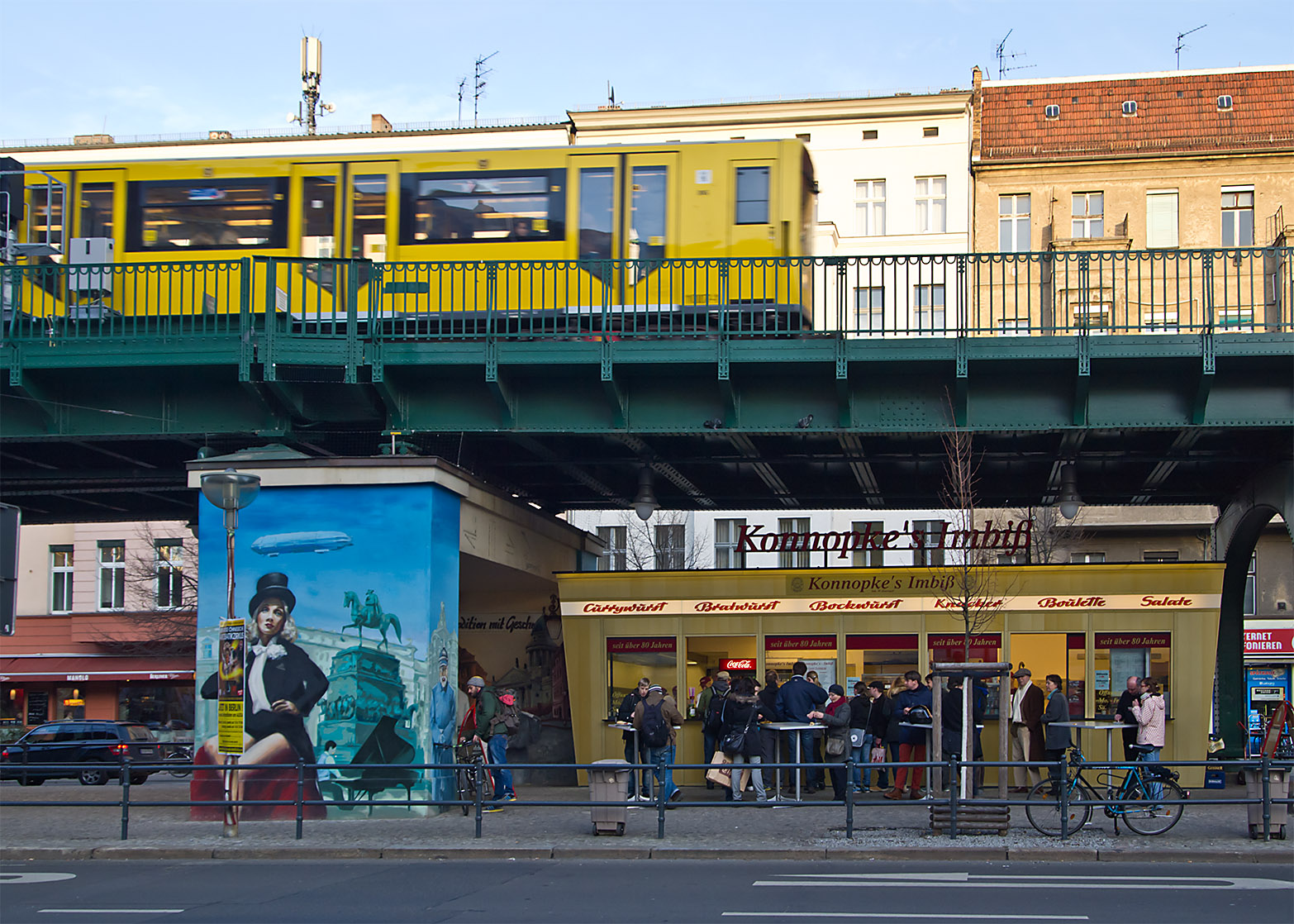
Berlin Konnopke’s Imbiß

En 1993 se abrió la polémica cuando el escritor Uwe Timm publicó una novela Die Entdeckung der Currywurst (‘El descubrimiento del Currywurst’), en la que atribuía el honor de descubrir esta salchicha a Lena Brücker en un Imbiss del mercado de Hamburgo (Großneumarkt) en el año 1947. La polémica se centra en que no existen documentos acerca de sus aseveraciones. No obstante, puede verse también una placa conmemorativa en las calles de la ciudad homenajeando a Lena Brücker en el Großneumarkt.
Ya en los años 80 entró en fuerte competencia con los también populares Döner y las Hamburguesas, debido a que la Currywurst en Alemania se tiene por un plato de comida rápida muy típico de los puestos callejeros (Imbiss), en especial en Berlín, Hamburgo y en la cuenca del Ruhr. La salchicha es casi un icono de la cultura diaria y existen numerosos aficionados que discuten con placer acerca de la composición de las salsas, de los condimentos y de dónde se sirve el mejor Currywurst. Incluso una conocida marca, Heinz, la comercializa, aunque en supermercados locales de Alemania.
A pesar de que la currywurst se inventó en Berlín, no todos los bares venden la currywurst berlinesa original. Para tener una mejor visión de conjunto de todos los bares de currywurst de Berlín, se ha creado el sitio web currywurst.berlin. En ella se enumeran todos los bares de currywurst de la ciudad, clasificados por distritos.
En otoño de 2009 estaba previsto abrir en Berlín el museo del Currywurst (Deutsches Currywurst-Museum), debido a la gran popularidad y número de seguidores que posee este ilustre embutido en esta ciudad. El Museo está cerrado definitivamente desde el 21 de diciembre de 2018.

## Música y literatura
- Herbert Grönemeyer: Currywurst (Texto: Jürgen Triebel y Diether Krebs). LP Total egal, 1982
- Uwe Timm: Die Entdeckung der Currywurst (El descubrimiento del Currywurst). Novela, 1993. ISBN 3-462-02461-2
- Werner Siegert: Der kleine, aber absolut unentbehrliche Currywurst-Knigge. Herbert Utz Verlag, Múnich 2005, ISBN 3-8316-1179-3